# Nicholas Bett
Nicholas Bett (Kisii, 27 gennaio 1990 – Lessos, 7 agosto 2018) è stato un ostacolista keniota, campione mondiale dei 400 metri ostacoli a Pechino 2015.
È scomparso all'età di 28 anni a seguito di un incidente stradale.

## Palmarès
| Anno | Manifestazione          | Sede           | Evento   | Risultato | Prestazione | Note                                                       |
| ---- | ----------------------- | -------------- | -------- | --------- | ----------- | ---------------------------------------------------------- |
| 2014 | Giochi del Commonwealth | Glasgow        | 400 m hs | Batteria  | 51"21       |                                                            |
| 2014 | Giochi del Commonwealth | Glasgow        | 4×400 m  | Batteria  | dq          |                                                            |
| 2014 | Campionati africani     | Marrakech      | 400 m hs | Bronzo    | 49"03       |                                                            |
| 2014 | Campionati africani     | Marrakech      | 4×400 m  | Bronzo    | 3'07"35     |                                                            |
| 2015 | Mondiali                | Pechino        | 400 m hs | Oro       | 47"79       | Record nazionale · Miglior prestazione mondiale stagionale |
| 2016 | Giochi olimpici         | Rio de Janeiro | 400 m hs | Batteria  | dq          |                                                            |
| 2018 | Giochi del Commonwealth | Gold Coast     | 400 m hs | 8º        | 51"00       |                                                            |
| 2018 | Giochi del Commonwealth | Gold Coast     | 4×400 m  | Finale    | dq          |                                                            |
| 2018 | Campionati africani     | Asaba          | 400 m hs | Finale    | dnf         |                                                            |